# 破壊活動防止法
破壊活動防止法（はかいかつどうぼうしほう、昭和27年7月21日法律第240号、英語: Subversive Activities Prevention Act）は、暴力主義的破壊活動を行った団体に対し、規制措置を定めると共に、その活動に関する刑罰に関する日本の法律で、刑法に対する特別法である。略称は破防法。
所管官庁は、法務省の外局たる公安審査委員会ならびに公安調査庁である。特別刑法の一種。全45条。

## 概説

### 沿革
1952年5月に発生した血のメーデー事件をきっかけとして、ポツダム命令の一つ、団体等規正令（昭和24年政令第64号）の後継として同年7月21日に施行された。
1951年秋と1952年秋に発生した二度のメーデー事件直後に、公安保障法案と、「ゼネスト禁止、集会デモ取締、プレスコード（新聞綱領）の立法のほか防諜法案」が準備されていた。このうち、プレスコード法案は単独法としては断念され、団体等規制法案→破壊活動防止法の「せん動」行為処罰として、防諜法案は刑事特別法として成立することになる。残るゼネスト禁止法案と集会デモ取締法案と団体等規制法案が、治安三法と呼ばれていた。
1952年、第3次吉田第3次改造内閣によって公安保障法案が提出され、4月17日に衆議院本会議で木村篤太郎法務大臣から趣旨説明が行われた。7月1日の参議院本会議で内閣総理大臣吉田茂は「又暴力行為がどうして発生するか、暴力団体はどうして存在するか。――これは、これを教唆し、又は扇動する人或いは又暴力団体自身に、或る人、或る団体を構成しておる諸君が存在いたすからであります。これを防止するのが法律の目的とするところであります。」と答弁している。
吉田内閣と与党自由党は、原案そのままの可決を目指し、右派社会党は「煽動」・「文書所持」条項の削除と「濫用の罰則」を追加した修正案を提出した。左派社会党と労働者農民党は言論・表現の自由の観点から、日本共産党は自党が標的にされていることに加え、アメリカ帝国主義に反対の立場から、吉田内閣を「米帝の手先であり売国奴である」と非難し、「米帝と吉田政府に反対するすべての国民が、民族解放民主統一戦線に結集し、だんこたる愛国者的行動をおこすならば、かならず破防法は粉砕されるであろう」（平仮名表記も全て原文のまま）と行動を呼びかけた。
参議院では自由党は過半数に満たず、緑風会がキャスティング・ボートを握った形となった。その結果、緑風会は6月5日に独自案を提出し、「この法律は国民の基本的人権に重大な関係があるから、公共の安全の確保に必要な限度においてのみ適用すべきであって、いやしくもこれを拡張し拡釈して解釈してはならない」などの文言を加えた。しかし「原案の形式的、ぬえ的修正に過ぎない」とする批判もあった。
参議院法務委員会審議では一度は原案、右派社会党案、緑風会案のいずれも否決されたが、吉田内閣が緑風会に譲歩。緑風会案を呑む形で、7月3日に参議院本会議で自由、緑風（党議拘束がないため一部反対あり）、民主クラブが賛成、改進、右社、左社、労農、共産、第一倶楽部が反対した結果、参議院通過。7月4日、衆議院本会議で自由が賛成、改進、右社、左社、共産、労農、第三倶楽部（社会党再建全国連絡会と立憲養正會）が反対した結果、賛成多数により可決成立した。
破壊活動防止法は、「治安維持法の復活である」として、様々な物議をかもしたが、吉田政権の側にしてみれば、公安保障法案に盛り込まれていた「緊急検束」、「強制捜査」、「雇傭制限」、「政治団体の報告義務」、「解散団体の財産没収」、「煽動文書の保持者の取締り」などを、やむを得ず削除しなければならなかった。しかも、それだけでなく「公安保障法」という名称まで変更するはめになった。その結果、破壊活動防止法は、吉田政権が意図したような左翼に対する有効な武器として機能しなかった。
破壊活動防止法に対して、警察当局は賛同していたが、大歓迎するという姿勢ではなく、その取締り効果を冷やかに見ていた。国家地方警察本部調査統計課長兼企画課長であった桐山隆彦の「破壊活動防止法の捜査」（『捜査研究』第9号、1952年8月）では、破防法の審議のために、新警察法の審議がストップしたことを例に挙げて「破防法反対闘争デモに手を焼いたり、血を流したりするやら、とにかく制定に至るまでにも警察とはまことに因縁浅からざる法律である」と皮肉っているほか、
と指摘しており、破防法の規制が日本共産党に対して有効に働かないだろうと予測している。
一方で、破防法の施行以前から日本共産党などは、特別審査局と公安警察による二重監視の対象であったが、破防法の「被疑者及びその団体」とみなされた場合には、それに拍車をかけて、監視を厳重化できることや、これまでは取締り対象にできなかった内乱の「せん動」や、その正当性や必要性を主張する文書の配布などを「予防鎮圧」するために立件することが可能になったことを例に挙げて、破防法に前向きな評価もしている。

### 適用と検討例
適用され初めて有罪になったのは1961年の三無事件。他に中核派に対する破防法事件に対しても適用されている。
なお、1995年には地下鉄サリン事件など一連のオウム真理教事件を起こしたオウム真理教に対して解散を視野にした団体活動規制処罰の適用が検討され、公安調査庁が処分請求を行ったが、公安審査委員会（委員長：堀田勝二）は「将来の危険」という基準を満たさないと判断し、破防法の要件を満たさないとして、適用は見送られることとなった（オウム真理教破壊活動防止法問題）。これについては、オウム真理教にすら適用されないのなら、一体何に適用されるのか、実質的に適用できない法律ではないのかという根強い批判もある。オウム真理教に対しては代わりに団体規制法が制定・適用されることになった。
この法律の規制対象に該当するかどうかの調査と処分請求を行う機関は公安調査庁であり、その処分を審査・決定する機関として公安審査委員会が設置されている（ともに法務省の外局）。なお、いわゆる公安警察は破壊活動防止法によって設置された機関ではなく、警察法に基づく政令・規則により設置されているが、情報交換を行うことはあり得る（破壊活動防止法29条）。
この法律には、団体活動規制処分の規定のほか、個人処罰規定が設けられている。先述の三無事件での適用は、個人処罰規定の適用である。
破壊活動防止法を違憲と考え同法の廃止を訴える者も少なくないが、非常に抑制的に運用されているため、現在のところ政治レベルで破壊活動防止法を廃止しようという動きは活発ではない。

### 調査対象団体
指定年月順。1973年2月の国会質疑では以下16団体川井英良公安調査庁長官による答弁。
1. 日本共産党（共産党）
2. 在日本朝鮮人総聯合会（朝鮮総連）
3. 護国団（石井一昌の団体）
4. 全日本学生自治会総連合（全学連）
5. 共産主義青年同盟
6. 共産主義者同盟
7. 大日本愛国党
8. 大日本愛国青年連盟
9. 国民同志会
10. 日本同盟
11. 関西護国団
12. 日本塾
13. 革命的共産主義者同盟全国委員会（中核派）
14. 日本革命的共産主義者同盟（第四インターナショナル日本支部）（第四インター）
15. 革命的労働者協会（革労協）
16. 日本革命的共産主義者同盟革命的マルクス主義派（革マル派）

## 構成
- 第一章　総則（第一条―第四条）
- 第二章　破壊的団体の規制（第五条―第十条）
- 第三章　破壊的団体の規制の手続（第十一条―第二十六条）
- 第四章　調査（第二十七条―第三十四条）
- 第五章　雑則（第三十五条―第三十七条）
- 第六章　罰則（第三十八条―第四十五条）
- 附則

## 暴力主義的破壊活動とは
- 内乱罪、外患誘致・外患援助に当たる行為やその教唆、その実行の正当性又は必要性を主張した文書図画の印刷、頒布、掲示、無線通信等による通信等の行為（1号）
- 政治上の主義や施策を推進・支持し、又はこれに反対する目的をもって、騒乱、放火、爆発物破裂、往来危険、汽車転覆等、殺人、強盗、爆発物の使用、検察・警察・刑務官・公安調査官等に対する凶器や毒物を用いた公務執行妨害・職務強要をなすこと、及びこれらの行為の予備・陰謀・教唆・せん動（2号）

## 破壊的団体の規制

### 団体活動の制限
- 要件（両方を充足すること）
  1. 団体の活動として暴力主義的破壊活動を行った団体であること
  2. 継続又は反覆して将来さらに団体の活動として暴力主義的破壊活動を行うおそれがあると明らかに認められるに足りる十分な理由があること
- 制限
  - 6月以内の期限を定めた、デモ活動・集会等の禁止、機関誌紙の印刷・頒布の禁止、特定の役職員等に対する団体のための行動の禁止

### 解散の指定
解散の指定がなされると、その原因となった暴力主義的破壊活動が行われた日（その日の後も含む）にその団体の役職員であった者は、その団体のためにする行動を一切禁止される（個人としての活動までは禁止されない）。
- 要件（全て充足すること）
  1. 団体の活動として暴力主義的破壊活動を行った団体であること(ただし、団体活動の制限を受けずに内乱等を除く暴力主義的破壊活動であって予備、陰謀に留まるものは除き、未遂は含む）。
  2. 継続又は反覆して将来さらに団体の活動として暴力主義的破壊活動を行うおそれがあると明らかに認められるに足りる十分な理由があること
  3. 団体活動の制限では、そのおそれを有効に除去することができないと認められたとき

### 破壊的団体の規制の手続
公安調査庁長官の請求があった場合におこなわれ、その請求にあたり公安調査庁長官は、弁明の機会を与える日の7日前までに、団体規制をしようとする団体に対し通知しなければならず、その方法は官報で公示して行うとともに、代表者等の住所等が知れているときは通知書を送付して行うものとし、弁明の期日に意見の陳述及び証拠の提出の機会を与えなければならない。処分の請求をしないときは、その団体に通知するとともに、これを官報で公示し、処分の請求をするときは公安審査委員会に処分の請求をするとともに、その団体に通知しなければならない。なお、その通知があった日から14日以内にその団体は意見書を公安審査委員会に提出することができる。
処分の決定は、文書をもって行い、処分を行う決定は官報で公示した時から効力を生じる。処分の取消し訴訟について、裁判所は100日以内に裁判をするよう努めなければならない。これらの処分が裁判所によって取消されたときは、官報で公示される。
団体解散指定に違反して団体のための活動を行った個人については法第42条により3年以下の懲役又は5万円以下の罰金の刑事罰が、団体活動制限処分に違反した個人については法第43条により2年以下の懲役又は3万円以下の罰金の刑事罰がそれぞれ規定されている。

## 破壊的団体の規制のための組織
公安審査委員会
団体処分を行うかどうかを行政として最終的に決定する法務省に設置された独立行政委員会。
公安調査庁
法務省の外局として、この法律の施行に必要な調査等を行う機関。なお、公安調査庁は捜査機関ではないので、この法律に基づいて強制的に調査する権限は有さない（任意つまり相手の同意がある調査に限定されている）。

## 罰則
団体規制に対する罰則とともに、内乱罪等の煽動罪を定めるとともに、政治的目的のための放火罪や騒乱罪の予備罪等の加重や煽動罪などを設けている。

## その他
各法律の欠格条項や事項において「日本国憲法又はその下に成立した政府を暴力で破壊することを主張する政党その他の団体を結成し、又はこれに加入」という文言があるが、「日本国憲法又はその下に成立した政府を暴力で破壊することを主張する政党その他の団体」とは「破壊活動防止法の規定に基づいて、公安審査委員会によって団体の活動として暴力主義的破壊活動を行ったと認定された団体」を念頭にしている。
法律で「日本国憲法又はその下に成立した政府を暴力で破壊することを主張する政党その他の団体を結成し、又はこれに加入した者」を対象とした欠格条項や事項は以下の通り。
- 人事官
- 裁判官
- 検察官[注釈 2]
- 国家公務員（特別職以外）[注釈 2]
- 外務公務員[注釈 2]
- 国会職員[注釈 2]
- 裁判所職員[注釈 3]
- 自衛隊員（自衛官が当然含まれる）[注釈 4]
- 特定の独立行政法人職員[注釈 2]
- 人事委員会委員
- 公平委員会委員
- 地方公務員（特別職以外）[注釈 5]
- 特定の地方独立行政法人職員[注釈 6]
- 一条校の校長又は教員
- 学校法人役員
- 教員免許状資格者
- 人権擁護委員
- 保護司
- 裁判員[注釈 2]

1947年の旧警察法時代の国家公安委員会委員や都道府県公安委員会委員や市町村公安委員会委員は、「日本国憲法又はその下に成立した政府を暴力で破壊することを主張する政党その他の団体を結成し、又はこれに加入した者」を対象とした欠格条項があったが、1954年の新警察法制定に伴い欠格条項は廃止された。
また、日本の外国人は上陸拒否、退去強制、帰化拒否の対象となる。
「日本国憲法に基づく体制を破壊しようと企んだ者」を一部公務員の欠格条項とする規定は日本国憲法第99条が根拠となっている。その一方で、国務大臣や国会議員（いずれも特別職）のように欠格条項とする規定が明記されていない例もある。